# Аун Стария
Аун Стария (на старонорвежки: Aun inn gamli; на шведски: Aun den gamle) е полулегендарен конунг на свеите от династията Скилфинги. Името му е изписвано в източниците също по следните начини: Ane, On или One. В древноскандинавските саги се разказва, че Аун пожертвал девет от десетимата си синове, за да удължи собствения си живот.
Когато датският конунг Халвдан нападнал земите му, Аун не се защитавал, а предпочел да избяга при геатите (свързвани с тракийските гети). Останал при тях цели 25 години и се завърнал в Гамла Упсала чак след смъртта на Халвдан. По това време той вече бил на 60-годишна възраст и за да удължи живота си, принесъл в жертва на Один един от синовете си. В замяна Один му подарил още 60 години живот.
Двадесет и пет години по-късно Аун бил в същата ситуация като преди – този път братовчедът на Халвдан завладял кралството му и Аун за пореден път потърсил убежище при геатите, където останал в изгнание нови 25 години до убийството на датския конунг. Тогава се завърнал в земите си и принесъл в жертва втория си син. Обещанието на бог Один било да му дава по 10 години допълнителен живот за всеки негов син. По такъв начин Аун пожертвал девет свои сина докато накрая народът му попречил да убие и последния си син. Така най-после Аун починал от старост и го наследил синът му Онгентеов.